# Bahadir II Giray
Bahadir II Giray est un khan de Crimée ayant régné en 1782.

## Règne
Fils de Maqsud Giray, il est nommé nureddin puis qalgha par Sahib II Giray. En 1782, sous le règne de Chahin Giray, il se met à la tête du parti favorable aux Ottomans et devient brièvement khan après que Chahin Giray se soit réfugié auprès des Russes. Il est chassé peu après par l'offensive des troupes du prince Grigori Potemkine qui rétablissent provisoirement Chahin Giray avant d'annexer le pays.